# Angiotensin II
Angiotensin II (früher auch Hypertensin genannt) ist ein zu den Gewebshormonen zählendes Peptidhormon, bestehend aus acht Aminosäuren (Oktapeptid). Es nimmt die Schlüsselposition in dem für die Aufrechterhaltung des Blutdrucks und des Wasserhaushalts zuständigen Renin-Angiotensin-Aldosteron-System (RAAS) ein.

## Biochemie

### Struktur
Die Primärstruktur von Angiotensin II besteht aus acht Aminosäuren (H2N-Asp–Arg–Val–Tyr–Ile–His–Pro–Phe–COOH) mit einer Molekülmasse von 1046,19 Da.

### Biosynthese
Angiotensin II wird aus dem Dekapeptid Angiotensin I im Organismus enzymatisch durch das Angiotensin-konvertierende Enzym (Angiotensin Converting Enzyme, ACE) gespalten. Das Angiotensin-konvertierende Enzym ist der Angriffspunkt der ACE-Hemmer. Angiotensin I entsteht durch enzymatische Spaltung von Angiotensinogen durch Renin. Der primäre Stimulus der Renin-Freisetzung (und damit letztlich auch der Bildung von Angiotensin II) ist ein erniedrigter Blutdruck in der Niere.

### Wirkmechanismus
Das gebildete Angiotensin II interagiert mit Angiotensin-II-Rezeptoren (AT-Rezeptoren). Durch eine Aktivierung des AT1-Rezeptors kann primär in Blutgefäßen eine Kontraktion erfolgen. In der Niere wird durch eine Konstriktion der efferenten Blutgefäße die glomeruläre Filtrationsrate möglichst konstant gehalten. In der Nebenniere stimuliert Angiotensin II die Aldosteron- und Adrenalinfreisetzung und in der Hypophyse eine Freisetzung von Vasopressin. Auch das Durstgefühl wird auf eine akute Stimulation von AT1-Rezeptoren im Hypothalamus zurückgeführt. Eine chronische Stimulation des AT1-Rezeptors führt hingegen zu einer Stimulation mitogener Effekte und somit beispielsweise zur Hypertrophie des Herzens. Akute und chronische Wirkungen von Angiotensin II auf den AT1-Rezeptor können indirekt durch ACE-Hemmer und direkt durch AT1-Rezeptorantagonisten (Sartane) oder Saralasin unterdrückt werden.
Angiotensin II zeigt ebenfalls eine hohe Affinität zu AT2-Rezeptoren. Die Bedeutung dieser Rezeptoren an den durch Angiotensin II vermittelten Effekten ist hingegen umstritten. Tierversuche an Mäusen gaben Hinweise darauf, dass die Wirkung an AT2-Rezeptoren im Sinne eines Gegensteuerns dämpfenden Einfluss auf die Wirkungen an AT1-Rezeptoren hat.
Angiotensinamid, ein Abkömmling des Angiotensin II, ist ein kardiostimulierender und blutdrucksteigernder Arzneistoff.

### Abbau
Angiotensin II wird durch Aminopeptidasen in einem mehrstufigen Prozess zu inaktiven Produkten abgebaut. Anfallende Zwischenprodukte, wie das Angiotensin III und das Angiotensin IV können jedoch durchaus noch eine biologische Aktivität besitzen. Angiotensin III bindet mit mäßiger Potenz an den AT1-Rezeptor, während Angiotensin IV ein Ligand an dem noch wenig erforschten AT4-Rezeptor ist.
Ein alternativer Spaltungsweg des Angiotensins II mit Hilfe des Angiotensin-konvertierenden Enzyms vom Typ 2 wurde erst kürzlich entdeckt.

## Geschichte
Angiotensin, ursprünglich Angiotonin bzw. Hypertensin genannt, wurde erstmals 1940 durch I. H. Page beschrieben. Er stellte fest, dass das in der Leber gebildete Angiotensinogen ein Substrat für das der Niere entstammende Enzym Renin ist. Als Resultat einer enzymatischen Umsetzung konnte eine Substanz gefunden werden, die zu einer Vasokonstriktion und einer Blutdrucksteigerung führt. Es benötigte aber noch mehr als ein Jahrzehnt, bis durch Leonard T. Skeggs gezeigt werden konnte, dass das Angiotensin ein Gemisch aus mindestens zwei verschiedenen Substanzen ist: dem weitgehend inaktiven Angiotensin I und dem gefäßkontrahierenden Angiotensin II.